# 1. bersaljerski polk (Italija)
1. bersaljerski polk (izvirno italijansko 1º Reggimento di Bersaglieri) je bil bersaljerski polk (Kraljeve sardinske in Kraljeve) Italijanske kopenske vojske.

## Zgodovina
Med drugo svetovno vojno je bil polk aktiven v Jugoslaviji in Južni Franciji.